# Azalaï Hôtel
Azalaï Hôtels est un groupe hôtelier fondé en 1994 par Mossadeck Bally. Son siège social est situé à Bamako, Mali. Sa présidence est assurée par Mossadeck Bally.

## Étymologie
L'azalaï (mot tamasheq) est une caravane de dromadaires et de commerçants de sel dans le Sahara.

## Histoire
Le groupe Azalaï Hôtel est fondé en 1994 à Bamako, sous le nom de Société malienne de promotion hôtelière (SMPH) ,,,. Mossadeck Bally, un Malien ayant obtenu un master en management et finances à l'Université de San Francisco aux USA, rachète alors le Grand Hôtel de Bamako mis en vente par le gouvernement du Mali,.  Il entreprend des rénovations pour offrir des normes internationales.
À la suite de la relance réussie du Grand Hôtel de Bamako, Mossadeck Bally entame la construction d'un deuxième hôtel, toujours à Bamako en 1997, l'Hotel Salam, .
En 2005, le groupe prend son nom actuel. Cette même année, il acquiert un premier hôtel hors du Mali, l'Hôtel Indépendance de Ouagadougou au Burkina Faso .
En septembre 2015, la filiale de l'AFD Proparco débloque un prêt de 16,4 millions au bénéfice du groupe Azalaï Hotel pour financer le développement de ses infrastructures en Afrique. En décembre 2015, Azalaï rejoint le réseau hôtelier international WorldHotels. En mars 2016, le groupe ouvre son premier hôtel en Mauritanie, à Nouakchott. Le bâtiment s'appelait l'hôtel Marhaba avant sa reprise en 2013 par Azalaï et sa rénovation a coûté 8 millions d'euros,.
Une école de formation hôtelière est ouverte au Mali en 2016 par le groupe . En juillet 2017, le groupe lance le Azalaï Comedy Club à Abidjan.
En janvier 2017, le fonds d'investissements AfricInvest prend une participation de 17,3 millions d'euros dans le groupe Azalaï Hotels. En 2018, l'Azalaï Hotel Salam, propriété historique du groupe, ferme pour rénovation.

## Description
Le groupe Azalaï Hôtel, basé au Mali, est le premier groupe hôtelier d'Afrique de l'Ouest. Le groupe compte 10 hôtels et 1.101 chambres. D’autres sont en construction dans diverses capitales africaines ,.

## Gouvernance
- Président-directeur général : Mossadeck Bally
- Directeur général : Mohamed Ag